# (31043) Sturm
(31043) Sturm est un astéroïde de la ceinture principale.

## Description
(31043) Sturm est un astéroïde de la ceinture principale. Il fut découvert le 11 juin 1996 à Prescott (Arizona) par Paul G. Comba. Il présente une orbite caractérisée par un demi-grand axe de 2,61 UA, une excentricité de 0,17 et une inclinaison de 8,9° par rapport à l'écliptique.

## Compléments